# 2015年中山大学院系调整

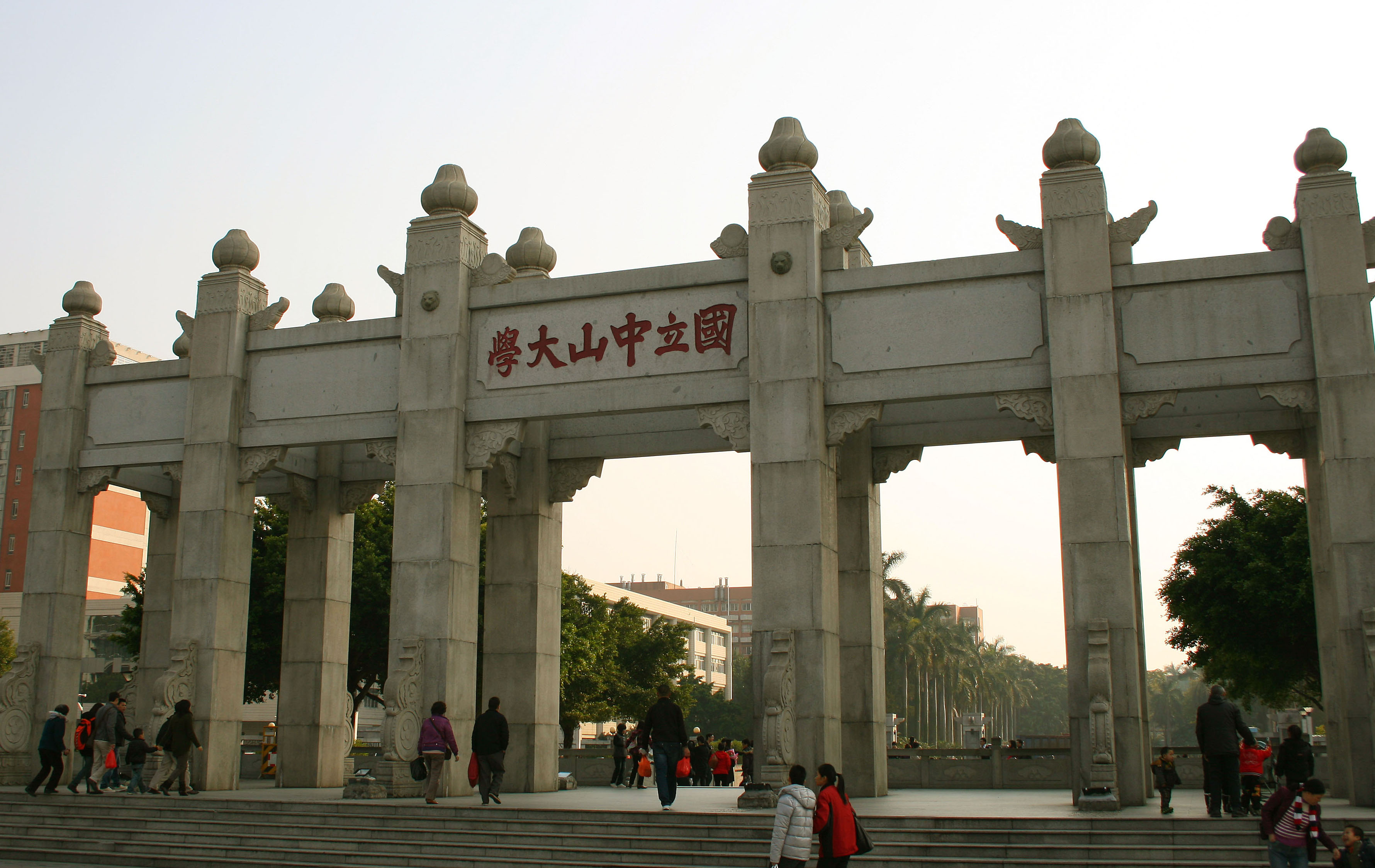
中山大学

中山大学在2015年进行了大规模的院系调整，短时间内更名、撤销、恢复、整合近二十个院系，个别学院成立仅半年即撤销，在国内外高校改革历程中极其罕见。此轮院系调整，带来了专业缩招、导师辞职、校区回迁、学科重心偏移等问题，异常的举动引发了校友、媒体和舆论的关注。

## 背景
中山大学党委宣传部在接受记者采访时表示，自2015年初开始，由校长罗俊逐一对所有院系走访调研，与各院系负责人和主要教师代表座谈。接下来，由中山大学发展规划办公室组织专家讨论并制订初步方案并后续修订。第三步，方案提交学校学术委员会讨论审议。最后，方案提交学校党委常委会审议通过后发布。

## 沿革
1月6日，中山大学—中国科学院高能物理所高能物理联合学院成立。9月，该学院被撤销建制。1月8日，中山大学社会科学教育学院更名为中山大学马克思主义学院。1月22日，中山大学文化创意学院成立。12月，该学院被撤销建制。
3月19日，中山大学组建数据科学与计算机学院（筹）。
7月23日，中山大学微电子学院成立。12月，该学院被并入电子与信息工程学院。
10月9日，中山大学决定成立大气科学学院，在珠海校区成立哲学系（珠海）。10月22日，中山大学决定在珠海校区成立历史学系（珠海）、中国语言文学系（珠海）、数学学院（珠海），成立化学工程与技术学院成立。10月29日，中山大学大气科学学院成立。
12月7日，中山大学决定撤销外语与翻译大学院；恢复外国语学院、翻译学院建制；整合外国语学院、外语教学中心、国际汉语学院，组建新的外国语学院；翻译学院更名为国际翻译学院；撤销生命科学大学院以及下设的生态与进化学院、生物科学与技术学院；恢复生命科学学院建制；撤销教育学院；撤销人文科学学院；撤销物理科学与工程技术学院，成立物理学院、材料科学与技术学院；整合微电子学院、中山大学-卡内基梅隆联合工程学院、信息科学与技术学院和移动信息工程学院，成立电子与信息工程学院；撤销电子科学与技术学院（筹）。

## 质疑与评价
有舆论质疑的中山大学院系调整的决策时间和决策流程，且公告中从未写明调整的原因。中山大学党委宣传部在接受记者采访时回应，所有重大事项的决定都经过严密的调研和论证，由于通知文书有格式要求，不能写明调整原因。